# Luxemburgse parlementsverkiezingen 1979
De Luxemburgse parlementsverkiezingen van 1979 werden op 10 juni 1979 gehouden. Hierbij werd voor een periode van vijf jaar een nieuwe samenstelling van de Kamer van Afgevaardigden gekozen.
De Christelijk-Sociale Volkspartij (CSV) won er zes zetels bij en bleef met 24 van de 59 zetels veruit de grootste partij in het parlement. Daarmee kwamen de christendemocraten, na vijf jaar in de oppositie, weer terug aan de macht. Samen met de liberale Democratische Partij (DP) werd de regering-Werner-Thorn gevormd, een ruime meerderheidscoalitie. Oud-premier Pierre Werner (CSV) werd opnieuw premier van Luxemburg en nam dat ambt over van Gaston Thorn (DP), die tot vicepremier werd benoemd.

## Uitslag
| Partij | Partij                                                                                   | %     | Zetels | Verandering |
|        | Christelijk-Sociale Volkspartij (Chrëschtlech Soziale Vollekspartei)                     | 36,4% | 24     | +6          |
|        | Luxemburgse Socialistische Arbeiderspartij (Lëtzebuerger Sozialistesch Aarbechterpartei) | 22,5% | 14     | -3          |
|        | Democratische Partij (Demokratesch Partei)                                               | 21,9% | 15     | +1          |
|        | Sociaaldemocratische Partij (Parti Social Démocrate)                                     | 6,4%  | 2      | -3          |
|        | Communistische Partij van Luxemburg (Kommunistesch Partei Lëtzebuerg)                    | 4,9%  | 2      | -3          |
|        | Enrôlés de force (Enrôlés de force)                                                      | 4,6%  | 1      | +1          |
|        | Onafhankelijke socialistische partij                                                     | 2,0%  | 1      | +1          |
| Totaal | Totaal                                                                                   | 100%  | 59     |             |